# WNBA All-Star Game 2021
Match précédent Match suivant
Le WNBA All-Star Game 2021 se tient le 14 juillet 2021 à la Michelob Ultra Arena à Las Vegas, Nevada. Ce match est le 17e All-Star Game annuel et il se tient pour la deuxième fois consécutivement dans la ville de la franchise des Aces de Las Vegas. Le match est diffusé aux États-Unis par ABCet au Canada par TSN5/SN1.

## Equipes

### Sélection

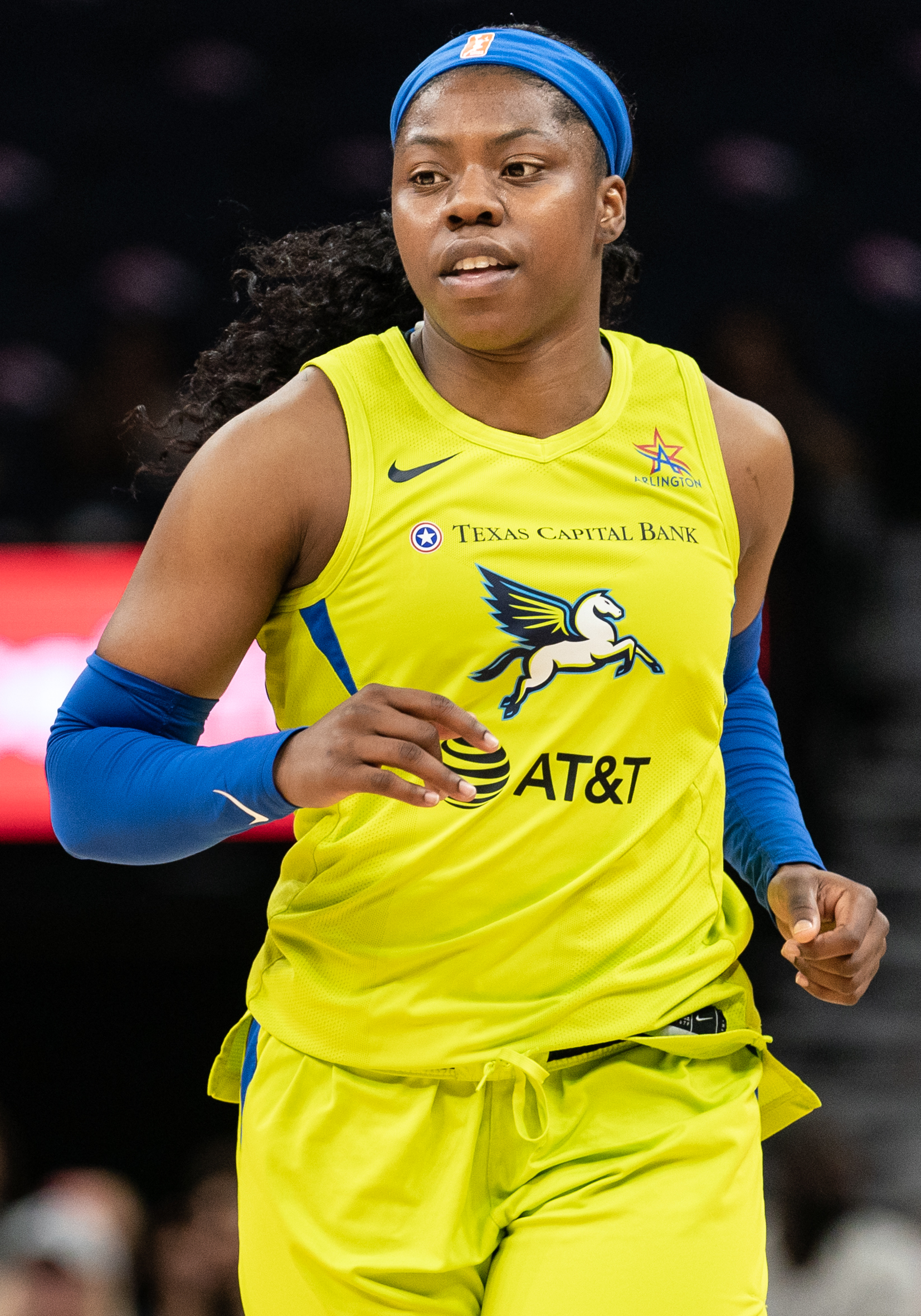
Arike Ogunbowale, MVP du match pour sa première sélection

Le 16 juin, la WNBA a annoncé que 2021 aurait un processus de sélection de roster similaire aux All-Star Game 2018 et 2019. Les fans, les joueuses de la WNBA, les entraîneurs, les rédacteurs sportifs et les radiodiffuseurs pourraient tous voter pour les All Stars. Tous les groupes pouvaient remplir un bulletin de vote composé de quatre intérieurs et de six joueuses de champ. Les joueuses et les entraîneurs ne pouvaient pas voter pour les membres de leur propre équipe. Le vote a commencé le 15 juin à 14 h  et s’est terminé le 27 juin à 23 h 59. Il y a eu deux jours où les fans ont pu faire compter leurs votes deux fois, le 20 juin et le 27 juin.
La pondération est la suivante : 
| Voting group    | Vote weight |
| --------------- | ----------- |
| Fans            | 50%         |
| Joueuses        | 25%         |
| Médias sportifs | 25%         |

Les joueurs n’ont pas le droit de voter pour leurs propres coéquipiers. Les 36 premiers à obtenir des votes sont sélectionnés comme All-Star. Il y aura un minimum de 9 joueuses intérieurs et 15 joueuses de champ sélectionnées. Parmi ces 36, les entraîneurs de la WNBA choisiront 12 joueuses pour former l’équipe All-Star de la WNBA. Ces douze joueuses s’affronteront contre des membres de l’équipe olympique américaine. La liste du WNBA All-Star a été annoncée le 30 juin 2021.

### Joueuses retenues
Les joueuses pour le All-Star Game ont été sélectionnées par le processus de vote décrit ci-dessus. Les listes ont été publiées le 30 juin 2021.
| Pos     | Joueuse              | Équipe                | Nb. de sélections |
| Players | Players              | Players               | Players           |
| ------- | -------------------- | --------------------- | ----------------- |
| G       | Ariel Atkins         | Mystics de Washington | 1                 |
| G       | Kahleah Copper       | Sky de Chicago        | 1                 |
| G       | Courtney Vandersloot | Sky de Chicago        | 3                 |
| G       | Courtney Williams    | Dream d'Atlanta       | 1                 |
| G/F     | Betnijah Laney       | Liberty de New York   | 1                 |
| F       | DeWanna Bonner       | Sun du Connecticut    | 4                 |
| F       | Brionna Jones        | Sun du Connecticut    | 1                 |
| F       | Jonquel Jones        | Sun du Connecticut    | 3                 |
| F/C     | Candace Parker       | Sky de Chicago        | 6                 |
| C       | Tina Charles         | Mystics de Washington | 8                 |

| Pos     | Joueuse              | Équipe             | Nb. de sélections |
| Joueuse | Joueuse              | Joueuse            | Joueuse           |
| ------- | -------------------- | ------------------ | ----------------- |
| G       | Sue Bird             | Storm de Seattle   | 12                |
| G       | Skylar Diggins-Smith | Mercury de Phoenix | 5                 |
| G       | Chelsea Gray         | Aces de Las Vegas  | 4                 |
| G       | Jewell Loyd          | Storm de Seattle   | 3                 |
| G       | Arike Ogunbowale     | Wings de Dallas    | 1                 |
| G       | Diana Taurasi        | Mercury de Phoenix | 10                |
| F       | Napheesa Collier     | Lynx du Minnesota  | 2                 |
| F       | Dearica Hamby        | Aces de Las Vegas  | 1                 |
| F       | Satou Sabally        | Wings de Dallas    | 1                 |
| F       | Breanna Stewart      | Storm de Seattle   | 3                 |
| F       | A'ja Wilson          | Aces de Las Vegas  | 3                 |
| C       | Liz Cambage          | Aces de Las Vegas  | 4                 |
| C       | Sylvia Fowles        | Lynx du Minnesota  | 7                 |
| C       | Brittney Griner      | Mercury de Phoenix | 7                 |

### Nombre de All-Star par franchises
Les Aces de Las Vegas est la franchise la plus représentée avec quatre joueuses, suivie par le Sky de Chicago, le Sun du Connecticut, Mercury de Phoenix et le Storm de Seattle avec trois joueuses. Seules le Fever de l'Indiana et les Sparks de Los Angeles n'ont aucune joueuse représentée.
| Équipe                | Nb joueuses |
| --------------------- | ----------- |
| Dream d'Atlanta       | 1           |
| Sky de Chicago        | 3           |
| Sun du Connecticut    | 3           |
| Fever de l'Indiana    | 0           |
| Liberty de New York   | 1           |
| Mystics de Washington | 2           |
| Wings de Dallas       | 2           |
| Aces de Las Vegas     | 4           |
| Sparks de Los Angeles | 0           |
| Lynx du Minnesota     | 2           |
| Mercury de Phoenix    | 3           |
| Storm de Seattle      | 3           |

### Équipes finales
| Pos                                                       | Joueuse              | Équipe                | Nb de sélections |            |
| Titulaires                                                | Titulaires           | Titulaires            | Titulaires       | Titulaires |
| --------------------------------------------------------- | -------------------- | --------------------- | ---------------- | ---------- |
| G                                                         | Breanna Stewart      | Storm de Seattle      | 3                |            |
| G                                                         | A'ja Wilson          | Aces de Las Vegas     | 3                |            |
| C                                                         | Brittney Griner      | Mercury de Phoenix    | 7                |            |
| F                                                         | Jewell Loyd          | Storm de Seattle      | 3                |            |
| C                                                         | Sue Bird             | Storm de Seattle      | 12               |            |
| Remplaçantes                                              |                      |                       |                  |            |
| G                                                         | Ariel Atkins         | Mystics de Washington | 1                |            |
| G                                                         | Skylar Diggins-Smith | Mercury de Phoenix    | 5                |            |
| G                                                         | Chelsea Gray         | Aces de Las Vegas     | 4                |            |
| G                                                         | Diana Taurasi        | Mercury de Phoenix    | 10               |            |
| F                                                         | Napheesa Collier     | Lynx du Minnesota     | 2                |            |
| C                                                         | Tina Charles         | Mystics de Washington | 8                |            |
| C                                                         | Sylvia Fowles        | Lynx du Minnesota     | 7                |            |
| Entraîneur: Dawn Staley (Gamecocks de la Caroline du Sud) |                      |                       |                  |            |

| Pos                                                                                | Joueuse              | Équipe              | Nb de sélections |            |
| Titulaires                                                                         | Titulaires           | Titulaires          | Titulaires       | Titulaires |
| ---------------------------------------------------------------------------------- | -------------------- | ------------------- | ---------------- | ---------- |
| F                                                                                  | DeWanna Bonner       | Sun du Connecticut  | 4                |            |
| F/C                                                                                | Jonquel Jones        | Sun du Connecticut  | 3                |            |
| C                                                                                  | Candace Parker       | Sky de Chicago      | 6                |            |
| G                                                                                  | Arike Ogunbowale     | Wings de Dallas     | 1                |            |
| G                                                                                  | Courtney Vandersloot | Sky de Chicago      | 3                |            |
| Remplaçantes                                                                       |                      |                     |                  |            |
| G                                                                                  | Kahleah Copper       | Sky de Chicago      | 1                |            |
| G                                                                                  | Courtney Williams    | Dream d'Atlanta     | 1                |            |
| G/F                                                                                | Betnijah Laney       | Liberty de New York | 1                |            |
| F                                                                                  | Dearica Hamby        | Aces de Las Vegas   | 1                |            |
| F                                                                                  | Napheesa Collier     | Lynx du Minnesota   | 1                |            |
| F                                                                                  | Brionna Jones        | Sun du Connecticut  | 1                |            |
| F                                                                                  | Satou Sabally        | Wings de Dallas     | 1                |            |
| C                                                                                  | Liz Cambage          | Aces de Las Vegas   | 4                |            |
| Entraîneurs: Lisa Leslie (Triplets (en))& Tina Thompson (Cavaliers de la Virginie) |                      |                     |                  |            |

Les joueuses qui débutent seront annoncés par les entraîneurs respectifs de l’équipe nationale féminine et de l’équipe WNBA.

## Rencontre
| 14 juillet 2021 | Rapport | Team USA 85, Team WNBA 93                          | Team USA 85, Team WNBA 93 | Team USA 85, Team WNBA 93                                   |  | Michelob Ultra Arena, Las Vegas, Nevada Affluence : 5175 Arbitres : Kurt Walker, Jeffrey Smith, Angelica Suffern | ABC, TSN5/SN1 |
| 14 juillet 2021 | Rapport | Score par quart-temps : 28-25, 15-19, 23-22, 19-27 |                           |                                                             |  | Michelob Ultra Arena, Las Vegas, Nevada Affluence : 5175 Arbitres : Kurt Walker, Jeffrey Smith, Angelica Suffern | ABC, TSN5/SN1 |
| 14 juillet 2021 | Rapport | Brittney Griner 17 Sylvia Fowles 7 Sue Bird 8      | Points Rebonds Passes d.  | Arike Ogunbowale 26 Jonquel Jones 14 Courtney Vandersloot 7 |  | Michelob Ultra Arena, Las Vegas, Nevada Affluence : 5175 Arbitres : Kurt Walker, Jeffrey Smith, Angelica Suffern | ABC, TSN5/SN1 |

Arike Ogunbowale est élue meilleure joueuse du match avec 26 points (dont 5 sur 10 à trois points).

## Concours à trois points
Le 9 juillet 2021, il a été annoncé qu’un concours de trois points aura lieu pendant la mi-temps du All-Star Game. Il a également été annoncé que le Skills Challenge organisé en 2019 ne se tiendrait pas cette année.

### Règles
Le tir à trois points est une compétition chronométrée de deux rounds dans laquelle cinq emplacements de tir sont positionnés autour de l’arc à trois points. Quatre grilles renferment quatre ballons WNBA (chacun valant un point) et un ballon « argent » (deux points). La cinquième station est un casier spécial pour « tous les ballons d’argent », que chaque participant peut placer à l’un des cinq emplacements. Chaque balle sur ce support vaut deux points. Deux balles ont été placées sur des socles entre les grilles 2 et 3 et les grilles 3 et 4. Chacune de ces balles vaut trois points. Les joueuses ont une minute et dix secondes pour tirer autant de balles que possible. Les deux concurrents ayant obtenu le meilleur score au premier tour passent en finale du concours.

### Résultats
| Position | Joueuse       | Équipe              | % à 3 points en 2021 | % à 3 points en 2021 | % à 3 points en 2021 | 1er tour | 2e tour |
| Position | Joueuse       | Équipe              | Réussis              | Tentés               | %                    | 1er tour | 2e tour |
| -------- | ------------- | ------------------- | -------------------- | -------------------- | -------------------- | -------- | ------- |
| G        | Allie Quigley | Sky de Chicago      | 24                   | 59                   | 40,7 %               | 28       | 28      |
| F        | Jonquel Jones | Sun du Connecticut  | 31                   | 71                   | 43,7 %               | 27       | 24      |
| G        | Sami Whitcomb | Liberty de New York | 56                   | 128                  | 43,8 %               | 26       | —       |
| G        | Jewell Loyd   | Storm de Seattle    | 40                   | 107                  | 37,4 %               | 18       | —       |

Allie Quigley remporte le concours à trois points.